# Tarzán de los monos
Tarzán de los monos (inglés: Tarzan of the Apes) es la primera de una serie de novelas escritas por Edgar Rice Burroughs acerca del personaje ficticio Tarzán. Esta historia fue publicada por primera vez en la revista pulp All Story Magazine en octubre de 1912 y editada como libro por primera vez en 1914. Esta era la tercera novela que publicaba Burroughs, y solo pensaba hacer una secuela de ella;
 pero el personaje resultó ser tan popular que Burroughs continuó la serie en la década de 1940 con dos docenas de secuelas. Los derechos de autor de la obra expiraron en los Estados Unidos, razón por la cual la obra es de dominio público. En abril del 2012 y con motivo del centenario de la publicación de la novela, la editorial Library of America publicó una edición en tapa dura, la cual cuenta con una introducción de Thomas Mallon.

## Resumen
La historia se inicia en 1888, con la misión que la Corona británica le encomienda a John Clayton, Lord Greystoke: visitar la aldea africana de Freetown en Sierra Leona y resolver los problemas con los habitantes nativos. Clayton decide viajar con su esposa embarazada, Alice Rutherford, para que así pueda ver el nacimiento de su hijo. De allí, embarcan en el Fuwalda para completar el viaje.
Durante la travesía, Clayton le salva la vida a un marinero cuando el capitán del barco lo iba a asesinar. Esto causa que Michel El Negro (el marinero que Clayton salvó) quede en deuda con él. Los marineros del Fuwalda se amotinan bajo las órdenes de El Negro, y para saldar su deuda con Clayton, este lo deja vivir, pero lo abandona junto a su esposa en medio de una playa cercana a la jungla, dejándole todas sus pertenencias y varias provisiones de alimentos, armas y herramientas.
Con las provisiones, los Clayton sobreviven el tiempo suficiente en la selva, hasta que Clayton termina de construir una cabaña resistente, y pueden sobrevivir por su cuenta. A los tres meses de ser abandonados, Alice da a luz a un varón, al que llaman John. Sin embargo, Alice queda con problemas mentales tras un ataque de un gorila. Al año de nacer el bebé, Alice muere mientras duerme, y Clayton, deprimido, trata de seguir adelante con su hijo.
En otro lado de la selva, Kerchak, líder de una tribu de grandes monos (mangani), tiene un ataque de rabia y, accidentalmente, mata al hijo de Kala, una mangani joven. Varios días después, la tribu explora en la selva y encuentran la cabaña de Clayton. Al entrar en ella, Kerchak ve a Clayton y lo mata. Guiado por el llanto del bebé, el simio se dirige a la cuna, pero Kala, siguiendo su instinto maternal, corre a la cuna, y toma al bebé, protegiéndolo de Kerchak, y adoptándolo como hijo suyo bajo el nombre de Tarzán, que significa "piel blanca" en el idioma de los mangani.
Tarzán no es aceptado en la tribu por Kerchak, ni por Tublat, pareja de Kala, que trata de hacerle daño cada vez que Kala se descuida. Tarzán crece sintiendo aversión hacia Tublat, y siempre anda molestándolo.
Durante su niñez y posterior adolescencia, Tarzán aprende a fabricar cuerdas y usarlas como soga para atrapar presas y detener a los depredadores. Un día explorando la selva, encuentra la cabaña de sus padres. Allí encuentra un cuchillo de caza y descubre varios libros, entre ellos cartillas escolares, diccionarios y enciclopedias, con los cuales aprende a leer y escribir en inglés, pero aún desconociendo su pronunciación.
Al llegar a los 20 años, Tarzán ya tiene plena conciencia de que es un hombre, y sueña con conocer el mundo de los humanos. Convencido de la superioridad del hombre hacia el animal, Tarzán lucha por ser conocido en toda la selva como el mejor guerrero, luchando y asesinando a grandes enemigos como Tublat, la leona Sabor, el león Numa, el líder gorila Bolgani, y Kerchak. Al matar a este último, reclama su trono en la tribu de los mangani.
Un día, Kulonga, un guerrero negro de una tribu primitiva, asesina a Kala con una flecha envenenada. Tarzán lo persigue hasta su aldea y lo mata. Sin dejarse ver por el resto de los aldeanos, roba las flechas envenenadas, el arco, y las prendas (el taparrabos y las joyas) del guerrero, y observa al resto de la tribu, notando que son caníbales y muy supersticiosos.
Sintiendo que, tras la muerte de Kala, nada lo une ya a los mangani, Tarzán abandona la tribu, y se va a vivir en la cabaña de su padre en la costa de la selva.
Varios días después, un barco llega a la playa, y de los botes bajan los primeros hombres blancos que Tarzán ve en su vida: el joven William Clayton, la hermosa Jane Porter, su padre Archimedes Porter, el señor Philander y su criada, Esmeralda. Después de observarlos, Tarzán decide prestarles su cabaña para que pasen la noche, dejando una nota en la puerta.
Por medio de diálogos y una nota de Jane, se nos presenta la historia de los Porter: el profesor Archimedes Porter escucha la leyenda de un tesoro escondido en la profundidad de la selva, y para realizar el viaje pide prestado dinero de Robert Canler, contrata los servicios del barco "Arrow", y zarpa con su hija Jane, su compañero y amigo Philander, y William Clayton, nuevo Lord Greystoke y amigo de los Porter. Al encontrar el tesoro, la tripulación del "Arrow" se amotina, y abandonan a la partida de los Porter en la selva, para robar el tesoro.
Tarzán ayuda a sus huéspedes, llevándoles alimentos a escondidas, y protegiéndolos de las bestias salvajes. Un día, Jane es raptada por Terkoz, un mangani de la antigua tribu de Tarzán e hijo de Tublat, y Tarzán la rescata, quedándose con ella mientras se recupera, y siendo testigos del amor recién nacido entre los dos.
Mientras tanto, a la playa llega un barco francés para auxiliar a los Porter, y al saber que Jane está desaparecida, sale en su búsqueda una partida compuesta por Clayton y dos oficiales franceses, Paul D'Arnot y Charpentier. Pero cuando salen, Tarzán llega con Jane a la cabaña, y se retira al escuchar unos disparos.
La partida de búsqueda se encuentra con los nativos de la tribu caníbal de Mbonga, que secuestran al oficial D'Arnot y escapan. Siguiendo los disparos, Tarzán llega a la aldea y rescata a D'Arnot antes de que los indígenas lo maten. 
Al volver Clayton y los demás a la cabaña, dan por muerto a D'Arnot, y, en contra de las peticiones de Jane, deciden abandonar la isla para volver al barco.
Mientras D'Arnot se recupera de sus heridas, Tarzán lo protege, y entre ellos nace una gran amistad. Al volver a la cabaña, ven que los demás se han ido, y al leer una carta de Jane en la que le revela sus sentimientos a Tarzán, este decide ir a buscarla a Estados Unidos. Durante el viaje, D'Arnot le enseña a Tarzán a hablar, y comportarse como un hombre civilizado. Primero llegan a Francia, donde D'Arnot descubre que Tarzán es en realidad el hijo de John Clayton, y el verdadero Lord Greystoke.
Al volver a Estados Unidos, Jane se ve obligada a casarse con Canler para saldar la deuda de su padre, y aunque Clayton le dice que la ama y que el saldará la deuda, ella decide que casarse es lo mejor. 
Durante un incendio en la casa de campo de los Porter, Tarzán rescata a Jane, que lo reconoce de inmediato a pesar de su nuevo aspecto de lord inglés. Cuando todos se reúnen tras el incendio, Canler obliga a Jane a casarse con él en ese mismo instante, pero Tarzán no soporta el maltrato que Canler le da a Jane, y lo obliga a olvidar la deuda de los Porter. 
Durante el viaje a la estación de tren, Tarzán le pregunta a Jane si desea casarse con él, pero Jane ya no siente lo mismo que sintió en la selva, argumentando que fue producto de la excitación y la adrenalina. Y cuando Clayton le pregunta lo mismo, en un ataque de nervios le dice que sí. 
El libro termina con Clayton preguntándole Tarzán acerca de su origen, pero Tarzán, temiendo que al decir la verdad y al reclamar las propiedades de Greystoke, dejara a Clayton viviendo en la calle y, por tanto, también a Jane, únicamente responde: "Mi madre fue Kala, una mona, y nunca supe quien fue mi padre".

## Personajes

### Humanos
- Tarzán: Es el protagonista del libro y sus secuelas. Es un hombre alto, musculoso, apuesto, de larga cabellera negra y ojos grises. Tras la muerte de sus padres, fue adoptado por la magani Kala. Al vivir en mitad de la jungla rodeado de simios, Tarzán adquirió una serie de habilidades increíbles como trepar árboles, columpiarse por las lianas, comunicarse con los animales, combatir a los más letales depredadores... Todo esto hacía de él un verdadero guerrero fuerte y valiente y un gran conocedor de la vida en la selva. Siente un gran amor por Jane, tanto como para renunciar a sus derechos de lord solo por verla feliz.
- Jane Porter: Es la hija del profesor Porter, y el interés amoroso de Tarzán y de Clayton. Es hermosa y bondadosa.
- William Cecil Clayton: Es el Lord Greystoke oficial, debido a la desaparición de su tío John Clayton. Es también el primo de Tarzán, aunque no lo sabe. Es un hombre gentil y caballeroso, aunque sus celos por Jane lo hacen perder la cordura.
- Archimedes Porter: Es un viejo profesor y padre de Jane. Habla como un erudito aunque tiende a ser ingenuo y despistado.
- Samuel Philander: Es el compañero y amigo del profesor Porter. Es cobarde, pero muy ingenioso.
- Paul D'Arnot: Es el teniente del barco francés que rescató a los Porter. Es valiente y amable, y se vuelve gran amigo de Tarzán luego de que este le salvara la vida.
- John Clayton y Alice Rutherford: Lord y Lady Greystoke. Los padres biológicos de Tarzán. Ambos son jóvenes, amables, y provenientes de familias nobles y respetadas.
- Esmeralda: La criada de Jane Porter.
- Michael el negro: El marinero que lideró el motín en el "Fuwalda" y abandono a los Clayton en la selva.
- Snipes: El marinero que lideró el motín en el "Arrow" y abandono a los Porter en la selva.
- Dufranne y Charpetier: Capitán y teniente respectivamente, del barco francés que rescató a los Porter.
- Robert Canler: Es un hombre adinerado que se siente atraído por Jane, y hará lo posible por desposarla.
- Mbonga y Kulonga: El jefe, y su hijo, de la tribu de caníbales de la selva.

### Animales
- Kala: La mangani que adoptó y crio a Tarzán. Es buena madre y valiente a la hora de defender a su hijo.
- Kerchak: El líder de una tribu mangani. Es agresivo y autoritario. Siempre hace lo mejor por su tribu.
- Tublat: Es la pareja de Kala, y el padre de Terkoz, y aunque no lo acepta, de Tarzán. Es abusivo con sus cercanos al creer que él debe ser el macho alfa.
- Terkoz: El hijo de Tublat. Lucha contra Tarzán por el liderazgo de la tribu.
- Mangani: Son una especie casi extinta de grandes simios, casi tan grandes como los gorilas pero más hábiles e inteligentes que estos. Una tribu de mangani es la que adopta a Tarzán cuando se queda huérfano en la selva.
- Bolgani: Gorila, enemigo de los mangani. Los gorilas son más fuertes que los grandes simios conocidos como mangani, pero menos inteligentes.
- Varios animales aparecen a lo largo del libro, pero todos ellos tienen un solo nombre por especie, al ser este nombre, como se les conoce entre los mangani. Estos son: Numa el león, Sabor la leona, Sheeta el leopardo, Tantor el elefante, Histah la serpiente, Horta el jabalí, Manu el mico, Bara el venado, Gimla el cocodrilo, Buto el rinoceronte, Bolgani el gorila...

## Adaptaciones cinematográficas
La novela de Burroughs ha sido la base de varias películas; la primera de ellas fue la película muda Tarzán de los monos (1918), dirigida por Scott Sidney y protagonizada por Elmo Lincoln. La siguiente y más famosa adaptación fue Tarzán de los monos (1932), dirigida por W. S. Van Dyke y protagonizada por Johnny Weissmüller, quien se convertiría en la estrella de veinte films de Tarzán. De esta última cinta se realizarían dos adaptaciones: Tarzán de los monos (1959), dirigida por Joseph M. Newman y protagonizada por Denny Miller y Tarzán, el hombre mono (1981), dirigida por John Derek y protagonizada por Miles O'Keeffe.
Hasta la fecha se han realizado tres adaptaciones más: Greystoke, la leyenda de Tarzán, el rey de los monos (1984), dirigida por Hugh Hudson y protagonizada por Christopher Lambert, hasta el momento la adaptación más fiel al libro. Tarzán de los monos (1999), película animada producida por Diane Eskenazi y Tarzán (1999), película animada producida por Walt Disney Pictures con Tony Goldwyn como la voz de Tarzán.
La historia de Tarzán también fue parodiada en la serie animada George of the Jungle de 1967. Esta parodia sería llevada al cine en 1997 en la cinta George of the Jungle, protagonizada por Brendan Fraser como George. Esta cinta propicio que se lanzara una nueva serie animada en el 2008 titulada George of the Jungle.

## Adaptación en cómics
El libro ha sido adaptado en historietas en numerosas ocasiones, tanto como tira de prensa como comic book. La tira de prensa del personaje fue comenzada por Harold Foster; la cual empezó a publicarse en varios diarios norteamericanos el 7 de enero de 1929. Las más notables adaptaciones de la novela al cómic son las de la editorial Gold Key Comics en su Tarzán N.º 155 escrito por Gaylord DuBois e ilustrado por Russ Manning, publicado en septiembre de 1966 y reimpreso en el N.º 168 en octubre de 1969; los números 207 a 210 del Tarzán de DC Comics publicados de abril a julio de 1972 y el Tarzán Super Especial N.º 1 de Marvel Comics, reimpreso en Tarzán de los monos N.º 1 y 2 de julio a agosto de 1984. Probablemente la versión en cómic de mayor prestigio es la adaptación del artista e ilustrador Burne Hogarth en su novela gráfica Tarzán de los monos, publicada en 1972.